# Elizabeth Smith, Baroness Smith of Gilmorehill

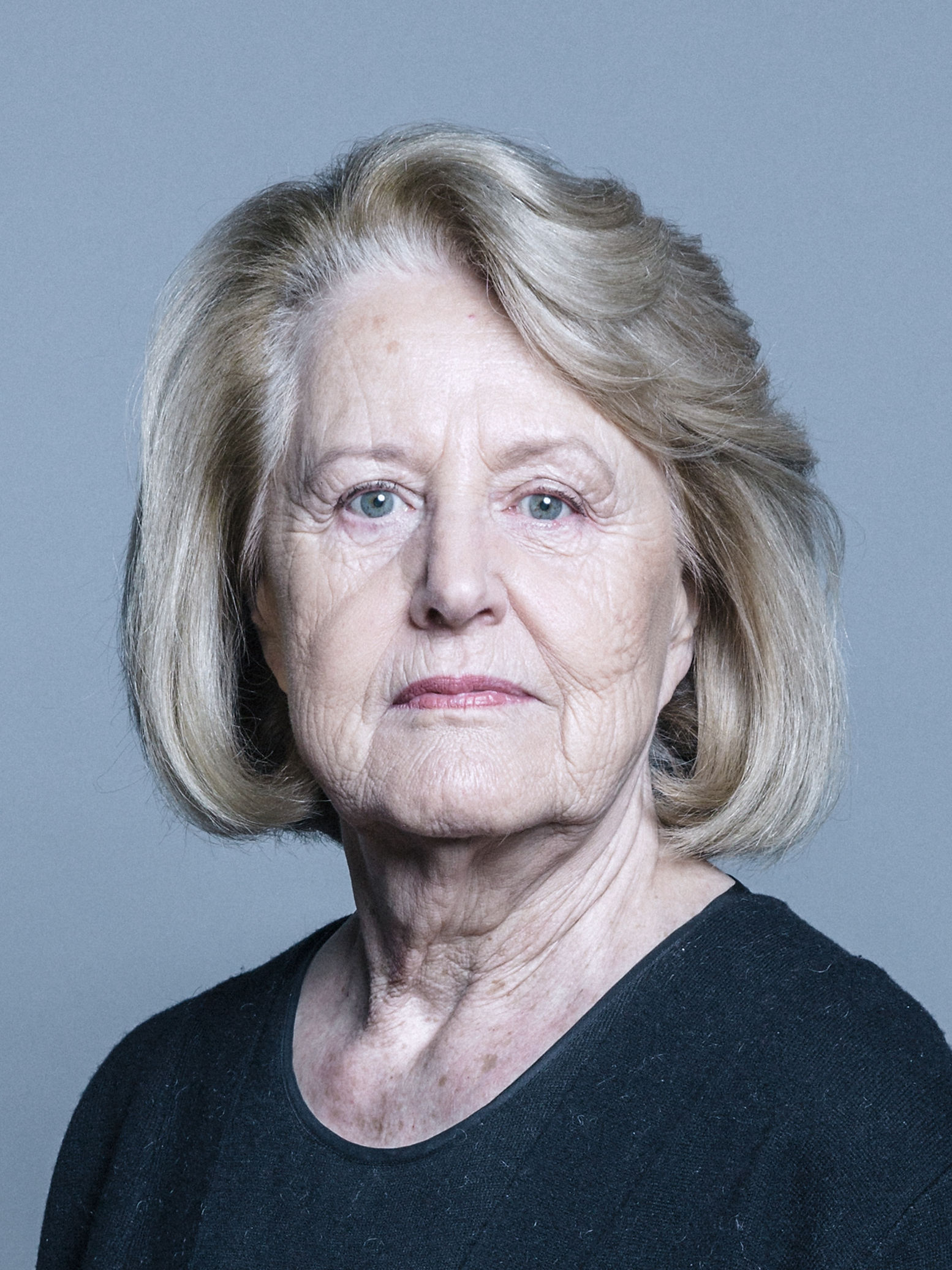
Elizabeth Smith, Baroness Smith of Gilmorehill

Elizabeth Margaret Smith, Baroness Smith of Gilmorehill (* 4. Juni 1940 in Schottland) ist schottische Politikerin der Labour Party und seit 1995 Mitglied des House of Lords. Sie war die Frau des britischen Labour-Politikers und Parteivorsitzenden John Smith.

## Leben
Elizabeth Margaret Bennett besuchte die Hutchesons' Girls Grammar School in Glasgow und studierte anschließend Russisch und Französisch an der University of Glasgow. Dort traf sie 1961 ihren späteren Ehemann John Smith und heiratete ihn im Juli 1967. Aus ihrer Ehe gingen drei Töchter hervor. Nach dem Abschluss ihres Studiums lehrte sie Französisch. 1998 erhielt sie von der University of Glasgow die Ehrendoktorwürde in Jura verliehen.
Von 1995 bis 1998 saß sie im Rat der British Heart Foundation (britische Herzstiftung), von 1995 bis 2012 war sie Vorsitzende der Edinburgh Festival Fringe Society, war von 1995 bis 2001 in der Press Complaints Commission (vergleichbar dem Deutschen Presserat) tätig und von 1996 bis 1999 Mitglied im Board des Edinburgh International Festival. Im November 1996 wurde sie Sprecherin für Tourismus im National Heritage Team und übernahm damit erstmals eine führende Rolle in ihrer Partei. Sie hatte diese Position bis 1997 inne. Ebenfalls von 1996 an war sie Mitglied des British Petroleum (BP) Scottish Advisory Board (Gutachtergremium). Die Mitgliedschaft endete 2003.
In Erinnerung an ihrem Mann, der 1994 plötzlich verstarb, übernahm sie den Vorsitz im 1996 gegründeten John Smith Fellowship Trust. Der Trust ermöglicht jedes Jahr 20 Studenten aus Russland, der Ukraine, aus Georgien, Armenien und Moldawien sechs Wochen lang rund um die Themen Demokratie und Regierung in Großbritannien zu studieren.
Am 17. Februar 1995 wurde sie als Baroness Smith of Gilmorehill, of Gilmorehill in the District of the City of Glasgow, erhoben und erhielt damit auf Lebenszeit einen Sitz im House of Lords. Von 1998 bis 2001 übernahm sie die Präsidentschaft in Birkbeck, University of London von Lord Healy und wurde anschließend Fellow der Universität.
Aktuell ist sie noch Schirmherrin des Children's Parliament, Trustee des Mariinsky Theatre Trust, Vorsitzende der English-Speaking Union und Präsidentin der Scottish Opera.

## Ehrungen
- 1996 – Deputy Lieutenant of the City of Edinburgh (8. März 1996)[9]